# Andrée Hermet
Andrée Laure Hermet, coniugata Souchal (Rabat, 19 ottobre 1933 – Vichy, 10 settembre 2023), è stata una cestista francese.

## Carriera
Con la Francia ha disputato due edizioni dei Campionati europei (1956, 1958).